# 約旦宗教

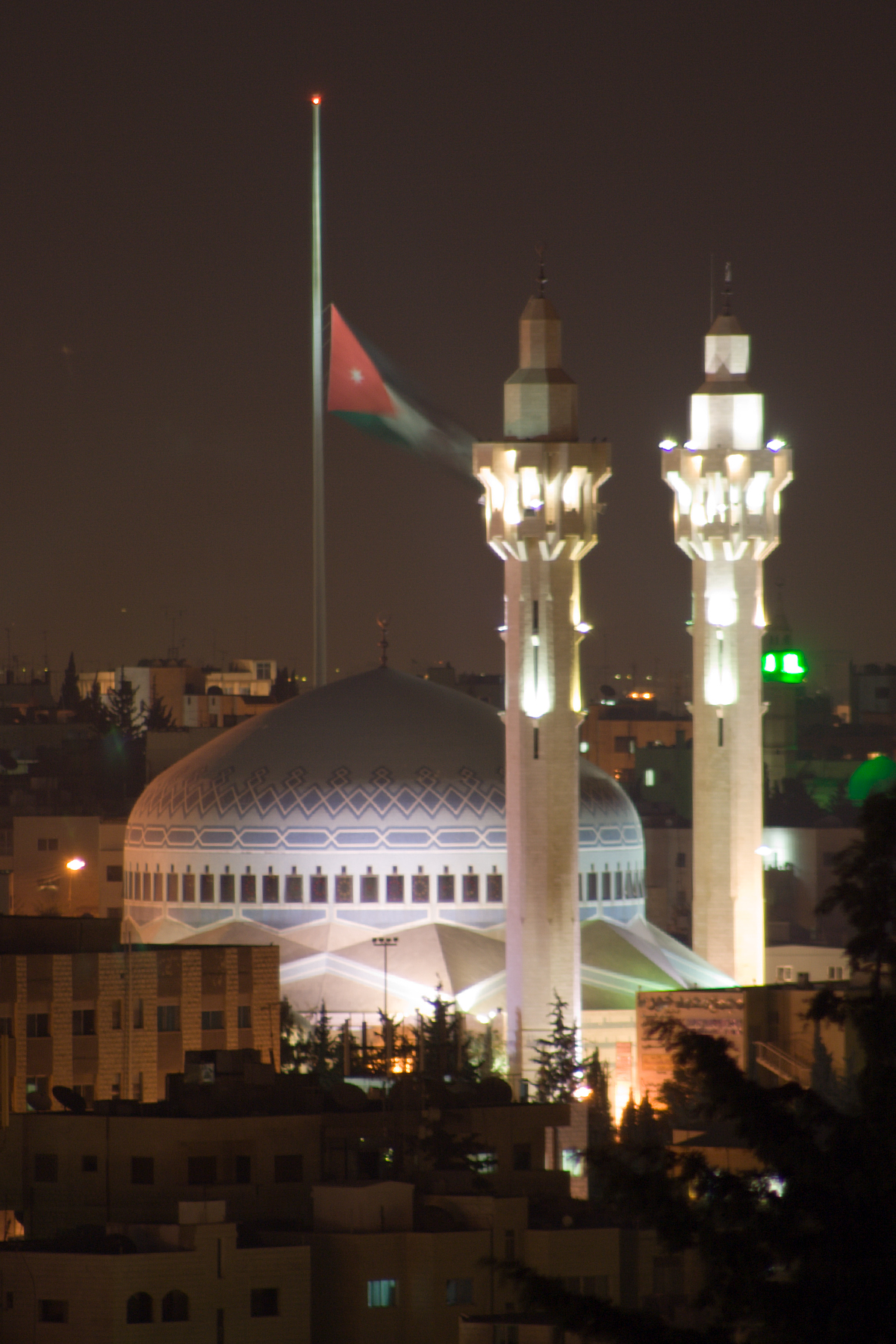
安曼阿卜杜拉一世清真寺

約旦的主要宗教是遜尼派伊斯蘭教。穆斯林占約旦人口的92％，穆斯林中有93％自稱是遜尼派穆斯林，是世界上遜尼派人數最高的國家。除了遜尼派以外，約旦也有少數阿赫邁底亞穆斯林 和什葉派穆斯林。亦有什葉派穆斯林。除了伊斯蘭教外，約旦也存在古老的基督宗教社群；基督徒中，超過一半屬於希臘正教會，其餘的是拉丁禮天主教、希臘禮天主教會、敘利亞東正教會、新教和亞美尼亞使徒教會。

## 宗教分佈
不同城市和地區的穆斯林和基督徒百分比略有不同，例如約旦南部和扎爾卡（Zarqa）等地區的穆斯林比例最高，而安曼，伊爾比德，馬德巴和卡拉克擁有比例較高的基督徒社群。約旦的聖公會屬於聖公會耶路撒冷教區，救世主大教堂（Church of the Redeemer / كنيسة الفادي）是聖公會耶路撒冷教區中會眾最多的一所教堂。

## 社交關係
約旦的穆斯林和基督徒融洽生活在一起，在分歧和歧視方面沒有重大問題。然而，小型的宗派什葉派，巴哈伊和德魯茲派常遭受了政府最大程度的宗教歧視，包括約旦政府拒絕承認巴哈伊。

## 宗教自由
約旦的國教是伊斯蘭教，憲法規定宗教信仰自由。然而，有一些問題，如宗教轉換，是有爭議的。雖然向穆斯林改宗傳教沒有法律上的複雜性，但是那些希望改宗的穆斯林卻面臨著喪失約旦公民權的風險，並面臨著巨大的社會壓力。對少數宗教的限制中有：
- 有關反猶主義的各種報導
- 約旦政府可能會否認承認一個宗教
- 巴哈伊教不能設立學校，禮拜場所與墓地
- 除基督徒外，其他所有非伊斯蘭教的信仰都沒有自己的法院來裁定個人身份和家庭事務
- 基督宗教傳教士不能向穆斯林傳福音

2006年6月，約旦政府在“政府公報”上公佈了“公民權利和政治權利國際公約”，該“公約”第十八條規定了宗教自由。